# Antonio D'Addosio
Antonio D'Addosio (Bologna, 1º gennaio 1950) è un ex calciatore italiano, di ruolo ala.

## Carriera
Cresce atleticamente nel vivaio del Bari. Nel 1969 va in prestito al Bitonto in Serie D.
L'anno successivo tornato dal prestito, Oronzo Pugliese lo fa debuttare nel Bari nel campionato di Serie A 1969-1970, durante la gara tra Bari e Cagliari giocata il 21 dicembre 1969 e terminata 0-0; nella massima serie disputa 13 partite.
Nell'estate del 1970 passa al Matera, nell'operazione che porta in prestito al club lucano lo stesso D'Addosio, Carella e Toffanin, in cambio dell'attaccante romano Aldo Busilacchi. Gioca quindi nei biancoazzurri nel campionato di Serie C 1970-1971 e nel Giulianova nel campionato di Serie C 1972-1973. Proprio nel 1973, finita la stagione con la squadra abruzzese, decide di chiudere la carriera da calciatore professionista.